# Panarotta

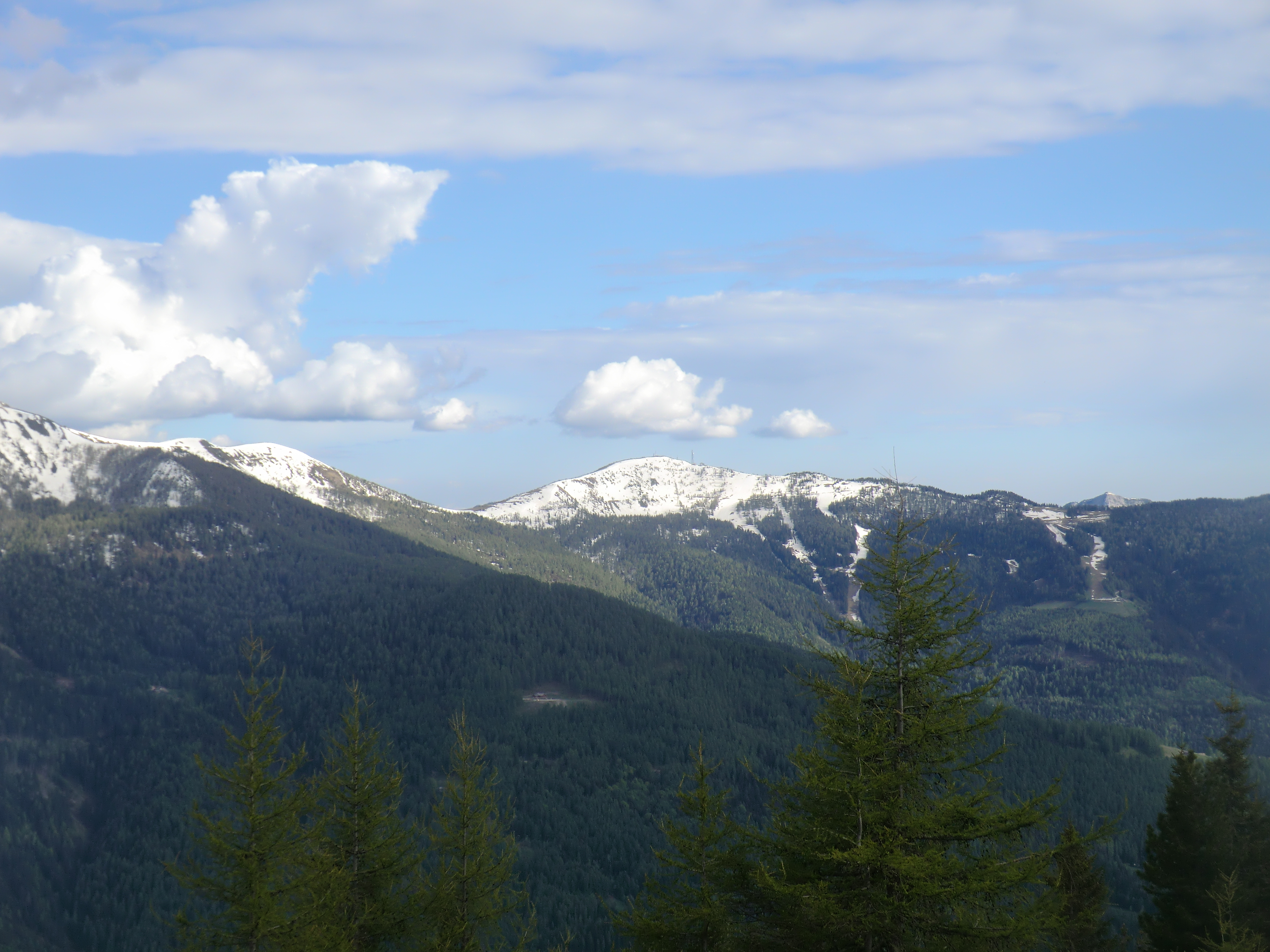
La Panarotta (al centro), vista da una radura lungo il sentiero SAT 405, che da Sant'Orsola Terme porta al Dosso di Costalta.

La Panarotta (o Monte Panarotta) (2002 m) è la cima significativa più a sud della Catena del Lagorai. Il valico La Bassa (1829 m), la separa dal Monte Fravort.

## Storia
La Panarotta si trovò lungo il fronte, durante la Prima Guerra mondiale, tra l'Austria-Ungheria (di cui il Trentino faceva parte) e il Regno d'Italia. In zona ci sono ancora numerose tracce dei trascorsi bellici.

## Sport
Sul versante settentrionale della Panarotta sono presenti quattro impianti sciistici, con circa 18 km di piste.
Nel 2014 l'ultima parte della 18ª tappa del Giro d'Italia si è sviluppata lungo i versanti della Panarotta fino all'omonimo rifugio (punto di arrivo della tappa).